# Relações entre Armênia e França
As relações armeno-francesas existem desde quando franceses e armênios estabeleceram contato no Reino Armênio da Cilícia e são muito estreitas nos dias de hoje. O ano de 2006 foi declarado como o "Ano da Armênia na França".

## Idade Média
Antes do século XI, francos e armênios não tinham muito contato entre si, por causa da distância que os separavam. Entretanto, houve os primeiros contatos entre armênios e francos por meio do Império Romano. Em 554, durante a Batalha de Casilino o general armênio Narses do Império Bizantino expulsou os francos e seus aliados os alamanos da Península Itálica.
Concernente ao século XI, os armênios instituíram o principado e então o reino da Cilícia, o qual se localizava na costa mediterrânea e, assim, acessível aos francos e outros europeus que estavam participando das Cruzadas. A Armênia foi o último refúgio seguro cristão para os cruzados antes de enfrentarem os exércitos islâmicos da Síria e Palestina. Ao contrário da chegada dos  turcos na região, a chegada dos francos foi tida positivamente por escritores armênios e demais intelectuais.
Nos séculos XII e XIII, contatos contínuos com a Europa Ocidental, mais notavelmente com o Reino Franco abriram caminho para mudanças maiores nas áreas social, cultural e política na Armênia ciliciana. Os armênios, que possuem seus próprios princípios de cristianismo, entraram em contato (e foram influenciados pelos) ideiais católicos.
A última dinastia a se estabelecer na Armênia ciliciana foi a dos Lusignan, qual era de origem franca. O último rei, Levon VI da Armênia, foi sepultado na Basílica de São Dionísio ao lado de grandes reis franceses como Charles Martel, Luis XIV, entre outros. Sendo assim, Levon VI foi o único estrangeiro a ser enterrado lá.

## Contato no Império Otomano
Durante o reinado de Luis XIV, um grande número de manuscritos armênios foram levados à Biblioteca Nacional da França. A Armênia e os personagens armênios são frequentemente caracterizados na clássica Literatura francesa. Autores como Montesquieu, Voltaire, Rousseau, e muitos outros falaram com freqüência sobre o contato de seus personagens principais com outros secundários armênios.
Os estudos armênios iriam começar a se desenvolver na França após a criação do departamento armênio da Escola de Línguas Orientais pela iniciativa de Napoleão I.

## Genocídio armênio
No inicio do século XX, o pró-armênio francês começaria a defender os direitos dos armênios sempre que fossem desrespeitados. Durante o genocídio armênio de 1915, a França recebeu dezenas de milhares de armênios o que foi um refúgio seguro para eles. A França foi também um dos poucos países a enviarem navios salva-vidas para os armênios. A população de Musa Dagh foi resgatada pelos franceses que os assentaram no Líbano, principalmente na cidade de Anjar.
A França foi também o primeiro país europeu a reconhecer oficialmente o genocídio armênio (em 2001). Jacques Chirac e muitos outros pediram para a Turquia admitir seu passado.
Em 2006, tensões foram ocasionadas entre a Turquia e a França depois que a Assembleia Nacional da França votou a favor de uma lei que condena o negacionismo do genocídio armênio.

## Armênios na França
Os armênios da França, atualmente 500 mil, mantêm-se próximos às suas origens culturais, e ao mesmo tempo, integrados na França contribuíram em grande medida para a cultura francófona.
Muitos escritores armênios, pintores e músicos, tais como, Sarian, Kochar, Issahakian, Komitas e muitos outros trabalharam e morreram na França. Tanto franceses como armênios têm orgulho de ícones como Charles Aznavour e Henri Verneuil.